# Paectes areusa
Paectes areusa är en fjärilsart som beskrevs av Walker 1862. Paectes areusa ingår i släktet Paectes och familjen nattflyn. Inga underarter finns listade i Catalogue of Life.